# Diego Baliardo
Diego Baliardo, conegut també com a Maurice Baliardo i dit familiarment Loulou (Montpeller, Provença, 21 de maig de 1951), és un músic i guitarrista gitano català, membre del grup musical Gipsy Kings. És nebot de Manitas de Plata i d'Hyppolyte Baliardo. Juntament amb els seus germans Tonino i Paco Baliardo, ha format part dels Gipsy Kings des dels seus inicis al costat dels cinc fills de José Reyes, tots ells gitanos catalans repartits entre Montpeller i Arle, a la Camarga.

## Resum biogràfic
Els Baliardo i els Reyes estan emparentats llunyanament: el besavi de Diego i la seva àvia paterna, Antoinette, eren membres de la família Reyes. La família Baliardo, originària de Catalunya igual que la Reyes, va viatjar durant generacions per Occitània amb les seves caravanes fins que l'esclat de la Primera Guerra Mundial els va fer retornar a Catalunya. El pare de Diego, Manuel Baliardo -dit Napoleon-, i els seus germans varen néixer a Figueres. Cosí germà de Manitas de Plata, Manuel va tornar definitivament a Occitània entre el 1927 i el 1928. Els Baliardo s'instal·laren primer a Juvinhac, prop de Montpeller. Manuel es va casar amb Teresa Maille, una gitana catalana que vivia en una caravana a Lunèl, amb qui tingué cinc fills: Diego, Paco -Max-, Tonino, Lily i Nadia Baliardo.
A causa d'alguns problemes familiars, Loulou esdevingué aviat el cap de la família. Va haver de treballar de netejador de finestres, venedor de ferralla i recol·lector de raïm. Fou ell qui va descobrir el gran talent del seu germà Tonino. Tant el seu germà Paco com Loulou mateix tocaven la guitarra des de joves (Loulou, des dels catorze anys), però un dia el van avisar que el seu germà petit els superava. Després d'escoltar-lo uns minuts sense que aquell se n'adonés, va comprendre que era el millor de tots tres. De seguida, Tonino es feu molt popular entre els gitanos de Montpeller i els que acudien a l'aplec de les Santes Maries de la Mar pel seu virtuosisme.
Als masos dels voltants de les Santes, Diego Baliardo es trobava sovint amb els seus cosins Reyes i, finalment, les dues famílies decidiren de tocar juntes. Chico Bouchikhi, membre dels Gipsy Kings, li ho proposà primer a Tonino. L'un rere l'altre, els tres germans Baliardo entraren al grup: Tonino el 1980, Diego el 1983 i Paco el 1984. Els montpellerins aportaven a la formació el seu gran coneixement de la guitarra i la seva seriositat; els Reyes, en canvi, estaven més orientats cap al cant gràcies a la influència del seu pare José Reyes, cantant de flamenc. Es repetia una mica l'esquema dels seus parents, quan el pare dels Reyes cantava i l'oncle dels Baliardo, Manitas de Plata, tocava la guitarra. Val a dir que els tres germans Baliardo no ho havien tingut tan fàcil fins al moment com els Reyes: Manitas de Plata pràcticament no els va ajudar mai, ja que havia preferit de promocionar els seus germans i fills en la indústria discogràfica.